# Moxostoma mascotae
Moxostoma mascotae är en fiskart som beskrevs av Regan, 1907. Moxostoma mascotae ingår i släktet Moxostoma och familjen Catostomidae. Inga underarter finns listade i Catalogue of Life.